# Chico Pedrotti
Henrique Silva Pedrotti (São Paulo, 08 de março de 1995), mais conhecido como Chico, é um youtuber, apresentador, ator, narrador e influenciador digital e brasileiro.
Mais conhecido por ter sido apresentador do canal Desimpedidos e Camisa 21, onde estava desde 2016. 

## Carreira
Em 2016, Chico entrou no Desimpedidos como estagiário de conteúdo, mas rapidamente caiu nas graças da audiência, exibindo todo o seu talento e humor, conquistou o público e se tornou um dos principais apresentadores do canal.
Em 2017 iniciou um quadro chamado "Olha a Picada", onde exibia o que personalidades do futebol publicavam em suas redes sociais, de uma maneira extrovertida. A ideia de criar o programa foi uma junção de insights. Inicialmente, Chico e Bolívia pensavam em criar um espaço para fofocas. Aos poucos, chegaram à ideia das redes sociais. Além disso, o público pedia para que o ex-estagiário ganhasse um espaço próprio. O programa ficou no ar durante anos, sempre às sextas-feiras.
Em 2024, no dia 24/04. Chico supreende todos os seus fãs ao postar um vídeo em suas redes sociais se despedindo do canal Desimpedidos e deixando bem claro que é muito grato a tudo que aprendeu ao longo desses 8 anos que participou do canal.

## Narrador
Assim como sua ascensão foi meteórica, sua carreira até aqui, na narração esportiva, seguiu o mesmo caminho. O que começou como uma brincadeira, sendo a voz da Supercopa Desimpedidos, o levou rapidamente até a Copa do Mundo da FIFA, passando por Campeonatos Estaduais, Copa do Brasil e grandes competições do futebol feminino.

## Criador de Conteúdo
Hoje, Chico acumula 1,5 milhões de seguidores em suas redes sociais. Onde compartilha conteúdos originais, bastidores da sua vida profissional, paixão pelo teatro e seu lifestyle bem-humorado e espontâneo.